# Louis Pernot
Pour les articles homonymes, voir Pernot.
Louis Pernot, né le 20 novembre 1959 à Paris, est un pasteur et théologien de l'Église protestante unie de France. Il est aussi luthiste, spécialiste du baroque français.

## Biographie
Il naît dans une famille protestante, et est le frère cadet de Marc Pernot, qui devient également pasteur en 1993.

### Formation et ministère
Louis Pernot fait d'abord des études d'ingénieur à l'École centrale Paris, dont il est diplômé en 1982. Il étudie ensuite à la faculté de théologie protestante de Paris, de Strasbourg, puis Montpellier, parallèlement à des études de philosophie à la Sorbonne (Paris IV). En 1994, il présente sa thèse de doctorat à l'université Paris IV intitulée : Étude métaphysique de l'évolution cosmologique,. La question en jeu est en fait le rapport entre la philosophie, la théologie et la science, proposant une pensée qui puisse être cohérente à la rencontre de ces trois disciplines.
En 1988, il est pasteur au temple réformé d'Évreux. En 1991, il rejoint le temple protestant de l'Étoile à Paris, avenue de la Grande-Armée, où il est pasteur avec Alain Houziaux. Il élève des abeilles sur le toit du temple, et en vend le miel au profit de l'Église. 
Il est aumônier protestant de l'École polytechnique à Palaiseau, et de la Commanderie française de l'ordre protestant de Saint-Jean. Il est aussi chargé de cours à l'Institut protestant de théologie à Paris où il enseigne la théologie pratique.
Il participe à plusieurs ouvrages collectifs, et publie en 2011 un livre sur le Notre Père aux Éditions de Paris, où il propose une théologie adaptée à la pensée d'aujourd'hui, ainsi que plusieurs autres ouvrages, Il écrit régulièrement dans la revue Évangile et Liberté dont il est membre du comité de rédaction.

### Carrière musicale

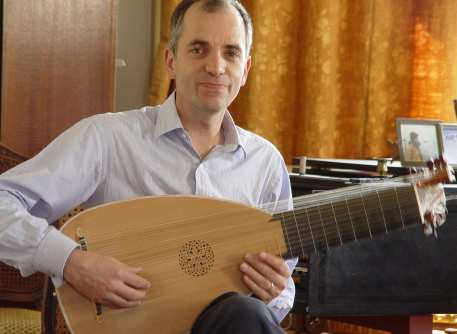
Louis Pernot en 2012.

Louis Pernot est spécialiste du luth baroque français sur lequel il a donné de nombreux concerts et enregistré plusieurs disques.
Il commence la musique par la guitare Classique qu'il étudie auprès d'Olivier Bensa, puis d'Oscar Cacérès. Il  possède son premier luth à l'âge de 13 ans, et abandonne la guitare pour se consacrer au luth à 18 ans. Étudiant d'abord le luth renaissance avec Kleber Besson, il se consacre ensuite entièrement au luth baroque puis également au théorbe. Il commence à se produire en 1981 date de son premier enregistrement.
En 1982 il rencontre le musicologue et claveciniste Antoine Geoffroy-Dechaume dont il sera un disciple jusqu'à sa disparition. Auprès de lui il acquiert une connaissance approfondie de l'interprétation de la musique ancienne par les traités anciens et l'approche par la danse grâce aussi à sa rencontre avec Francine Lancelot.
Sa formation et ses recherches personnelles cherchant à se rapprocher toujours plus de l'authenticité au risque de ne pas séduire les oreilles modernes, lui ont donné un style personnel qui le différencie de la plupart des autres luthistes d'aujourd'hui. Il a été l'un des premiers à utiliser des jeux de cordes entièrement en boyaux sur son instrument.
En 1988, la maison de disque Accord (Musidisc) lui fait enregistrer un CD consacré au luthiste français François Dufaut (autour de 1650). Le succès international de cet enregistrement incite sa maison de disque à lui en faire un autre en 1989, ce sera le premier enregistrement mondial de l'intégral de la Rhétorique des Dieux de Denis Gautier (Double CD). En 2004, il enregistre un autre CD pour la maison de disque américaine Rerusa consacré au livre de Perrine des Gautier.